# スニーカーエイジ
スニーカーエイジ（we are Sneaker Ages）は、産經新聞社と三木楽器の主催で1979年から開催されている日本全国の高校・中学校による 軽音楽系のクラブコンテストである。
正式名称は 高校・中学校軽音楽系クラブコンテスト 。大会名称は、全国高校 軽音楽部大会「we are SNEAKER AGES」。

## 概要
コンテストは年1回、夏季から秋季に開催される８つの地区大会と、その地区大会で選抜された学校が出場する冬季の全国大会がある。
学校公認の軽音楽系クラブに所属していることが参加資格の条件となる｡ 参加形態は、代表チームの人数が4名～12名、ボーカルを含む軽音楽であればスタイルは問わないとされているため、幅広いジャンルや編成での出場が可能。

### 歴史
- 1979年に 近畿地区高校・中学校軽音楽系クラブコンテストとしてスタートしている。
- 基本的に毎年開催されているが、1991年のみ開催されていない。
- 2011年より大会名称から「近畿地区」が削除された後、2015年から関東大会が始まり、2017年に沖縄大会、2018年に北海道大会、2019年に東北大会と拡大した。
- 2021年に初めての全国大会[2]が開催された。初代グランプリ校（優勝校）に輝いたのは、京都府の大谷高等学校。
- 2022年の第2回大会グランプリ校は、大阪府の近畿情報高等専修学校。
- 2023年および2024年の第3回、第4回大会では大阪府の近畿大学附属高等学校が二連覇を達成した。

## 大会スポンサー
（出典：　以下同文）
- 主催　産経新聞社、三木楽器（株）
- 特別協力　（株）廣済堂出版
- 後援　大阪府、兵庫県、京都府、奈良県、和歌山県、滋賀県、各府県教育委員会
- 特別協賛　大阪芸術大学グループ各校
- 協賛　（株）ヤマハミュージックジャパン（LM営業部西日本営業課、商品企画部エレクトーン企画課、教室普及部西日本普及課）、ローランド（株）、（株）コルグ、（株）モリダイラ楽器、（株）神田商会、（株）ヤマハミュージックパブリッシング
- 協力　サントリービバレッジサービス（株）
- 初の全国大会である「第1回 we are SNEAKER AGES -スニーカーエイジ-」の大会テーマソング『青焔[4]』は人気男性ボーカルグループ「GReeeeN」が製作。
- 次世代ガールズバンドプロジェクト 「BanG Dream!（バンドリ！）」 がスニーカーエイジとコラボレーションし、2021年の第１回全国大会「グランプリ校賞」に輝いた大谷高等学校に、2022年のBanG Dream! のライブイベント（主催：株式会社ブシロードミュージック）のオープニングアクト権[5]が副賞として授与された。

## 大会規定
- 参加資格は中学校、高等学校（高等専門学校・高等専修学校含む）の軽音楽部、または同好会で、所属する学校の校長や責任教諭から参加許諾を得られる者。参加費有料
  - 中学校は複数校による合同チーム編成も認める。
- 出場バンドは1クラブ1チームのクラブ代表チームを編成し、4-12名程度で構成されていること。軽音楽スタイル（ボーカルを含む）であればバンドの形態は問わないが、ドラム・ベースパートの形態がある場合は1つの楽曲につき1名ずつまでとする。
- 大会概要[6]

## 大会スケジュール
- 4月　大会の概要が発表され、参加校募集が開始
- 7月-11月　８つの地区でそれぞれ、動画予選会、地区グランプリ大会が開催
- 12月　we are SNEAKER AGES 全国大会
- 第２回 全国高校 軽音楽部大会「we are SNEAKER AGES」大会スケジュール[7]

## 地区大会（地区コンクール）の概要
- 毎年7月から11月に８つの地区（北海道、東北、関東甲信越、東海北陸、関西、中国四国、九州、沖縄）にて、動画予選会を経て、地区グランプリ大会が開催される。
- 各地区のグランプリ校および準グランプリ校（2～３校）が全国大会への出場権を得る。
- 地区大会の概要は下記の全国大会に準拠している。

## 全国大会（決勝コンクール）の概要
- 演奏楽曲　自由曲1曲で3分30秒～5分00秒以内
- 選考方法　全8地区から選出された代表校15校をライブ選考
- 選考員　音楽講師、音楽関係、各メディア関係、主催などの各代表者
- 点数・順位　入賞校は当日の選考結果発表時に点数も発表し、全国大会出場校には後日に書面にて郵送
- 厳正な審査を行い、次の各賞を贈呈する。
  - グランプリ校　　　　1校
  - 準グランプリ校　　　2校
  - 他協賛社等からの特別賞

## 脚註
1. ↑  “we are SNEAKER AGES -スニーカーエイジ- 全国高校軽音楽部大会”. www.sneakerages.jp. 2022年8月18日閲覧。
2. ↑  “2021年（第1回）全国大会：we are SNEAKER AGES -スニーカーエイジ- 全国高校軽音楽部大会”. www.sneakerages.jp. 2022年8月18日閲覧。
3. ↑  https://www.sneakerages.jp/2022/
4. ↑   (日本語) 第2回スニーカーエイジ エントリースタート 2022年8月18日閲覧。
5. ↑   (日本語) 「BanG Dream!」Roselia単独ライブ「Episode of Roselia」大谷高等学校 軽音楽部 オープニングアクト出演 2022年8月18日閲覧。
6. ↑  “大会概要：we are SNEAKER AGES -スニーカーエイジ- 全国高校軽音楽部大会”. www.sneakerages.jp. 2022年8月18日閲覧。
7. ↑  “大会スケジュール：we are SNEAKER AGES -スニーカーエイジ- 全国高校軽音楽部大会”. www.sneakerages.jp. 2022年8月18日閲覧。